# ستان فاركوهار
ستان فاركوهار هو سياسي كندي، ولد في 24 فبراير 1916 في سو ساينت ماري في كندا، وتوفي في 30 مايو 1992 في جزيرة فانكوفر في كندا. حزبياً، نشط في الحزب الليبرالي في أونتاريو ‏. وقد انتخب عضو برلمان مقاطعة أونتاريو.